# Padmasambhava

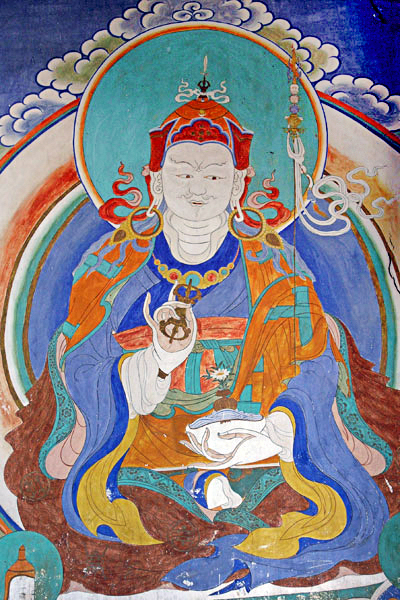
Padmasambhava.

Padmasambhava a fost un călugăr budist indian, care a adus budismul în Tibet, prin secolul al VIII-lea. Numele lui înseamnă Cel născut din lotus, deoarece se credea că s-a născut în mod miraculos dintr-o floare de lotus. În Tibet, Padmasambhava este considerat a fi un lama (guru), dar și un mare sfânt, fiind cunoscut și sub numele de Al doilea Buddha. El este asociat cu Buddha Amitabha, Buddha Shakyamuni și Bodhisattva Avalokiteśvara.

## Viața
Conform legendei, Padmasambhava s-a născut în regatul Oḍḍiyāna, din nord-vestul Indiei, născut în mod miraculos dintr-un lotus ce plutea pe lacul Dhanakosha. Se crede că el a fost adoptat de o familie de brahmani (preoți hinduși). 
De mic a fost văzut ca un personaj sacru, și a fost pasionat de învățăturile budiste, religie la care s-a convertit. Ajuns la maturitate a devenit călugăr și a plecat în Nepal, în ciuda insistenței regelui din Oḍḍiyāna de al numi succesor al său la conducerea regatului.
Ajuns în Nepal, și-a perfecționat cunoștințele despre budism devenind un adevărat maestru. Padmasambhava i-ar fi predicat în secret învățăturile budiste prințesei Mandarava, fiica unui rege local. Când regele a aflat asta a încercat să-i de-a foc, dar focul nu a avut nici un efect. Uimit de acestă minune, regele i-a dat lui Padmasambhava regatul său și pe fiica sa de soție.
Padmasambhava și Mandarava au plecat la peștera Maratika din apropiere, pentru a practica un ritual tantric. În timpul ritualului, au o viziune în care apare Buddha Amitabha, care le oferă rigpa sau cunoașterea naturii divine. După această experiență, se spune că Padmasambhava a căpătat puteri magice, a făcut mai multe miracole și a prezis viitorul.
Legenda spune că în anul 760, Trisong Detsen din Tibet (742-797), îl invită pe călugărul Śāntarakṣita, starețul mănăstirii din cadrul Universității Nalanda, să aducă învățăturile budiste și să construiască mănăstirea Samye din Tibet. Cu toate acestea, forțele demonice au împiedicat reintroducerea budismului în Tibet, iar Padmasambhava, fiind cunoscut ca un renumit exorcist, a fost chemat să le răpună și să răspândească învățătura budistă.
În timpul călătoriei sale misionare prin Tibet a îmfăptuit mai multe minuni și a învins toți demonii care i-au stat în cale, pe unii din ei convertindui la budism. Dar, cel mai important lucru făcut de Padmasambhava este faptul că a scris Bardo Thodol, cunoscută și sub numele de Cartea tibetană a morților. Acesta este un text funerar cu caracter magic, folosit și astăzi în Tibet, ce are rolul de a ghida sufletele decedaților prin Lumea de Dincolo. Tot într-o legendă se spune că Padmasambhava a folosit textul în mai multe ritualuri necromantice.
După moartea sa, Padmasambhava a devenit un personaj sfânt și patron spiritual al Tibetului. De asemenea, el este fondatorul sectei Nyingma și este considerat unul dintre cei mai mari învățători ai Vajrayanei.